# Окропірідзе Юлія Юріївна
Юлія Юріївна Окропірідзе (нар. 24 червня 1989, Бровари, Київська область) — українська бальна танцівниця. Разом з Іллею Сидоренком посіла 2-е місце на Танцювальному Євробаченні 2007.

## Життєпис
1996 року розпочала навчання в школі, що спеціалізується на іноземних мовах, закінчила її 2006 року.
Із 2003 року займалася у київському спортивному клубі «Ювента», згодом перейшла у танцювальний центр «Спорт-Данс».
2006 року з Іллею Сидоренком завоювали бронзову медаль на чемпіонаті України зі спортивного танцю; перемогла в конкурсі краси «Міс Бровари».
Студентка Київського національного університету культури та мистецтв[прояснити].
Грає на фортепіано, співала в київському джазовому хорі «Джаз бенд», знає англійську та французьку мови, займається карате та боулінгом.

## Танцювальне Євробачення 2007
На конкурсі в Лондоні пара Юлія Окропірідзе — Ілля Сидоренко виконала танці:
1. квікстеп «Istanbul (not Constantinople)» (зі саундтреку «Mona Lisa Smile» Н. Саймона і Дж. Кеннеді),
2. вільний стиль з елементами гопака й пасодобля (під пісню «Гоп-ця» гурту «Воплі Відоплясова»).

Хореографи:  Валентина Федорчук і Олена Лемішко-Федорчук.

## Телепрограми
Учасниця програми «Танці з зірками-3» (2007) на каналі «1+1» (австрійсько-українська пара Мануель Ортега — Юлія Окропірідзе)